# Oospila pallida
Oospila pallida är en fjärilsart som beskrevs av W. Warren 1906. Oospila pallida ingår i släktet Oospila och familjen mätare. Inga underarter finns listade i Catalogue of Life.